# Straubing
Straubing és una ciutat de l'estat de Baviera (Alemanya), dins de la regió de la Baixa Baviera. És la capital del districte de Straubing-Bogen i té una població de 44.473 habitants. La ciutat és reconeguda per realitzar la segona celebració folklòrica més important de Baviera, coneguda com a Gäubodenvolksfest, la qual es duu a terme anualment a l'agost.